# Харпер, Шейн
Шейн Стивен Харпер  (англ. Shane Steven Harper; род.14 февраля 1993 года) — американский певец, актёр, танцор и автор песен. Получил известность благодаря роли Спенсера Уолша в телесериале «Держись, Чарли!».

## Биография
Харпер родился в Ла-Холья, Калифорния. В 9 лет начал петь, играть на гитаре и фортепиано. Харпер умеет танцевать балет, джаз и хип-хоп. Играет на акустической гитаре. Семья Харпера переехала из Сан-Диего в округ Ориндж (Калифорния) в 1998 году. У Шейна есть сестра, Саманта, также профессиональный танцор, и младший брат, модель. Шейн христианин.

## Карьера
Шейн начинал с незначительных ролей в таких фильмах и телешоу, как: «Классный мюзикл 2», «Re-Aimatedn», «Dance revolution», прежде чем стать самым молодым ведущим танцором на Nickelodeon Dance on Sunset. С 2010 по 2013 год снимался в телесериале канала «Дисней», «Держись, Чарли». Съёмки в этом сериале принесли ему большую популярность. В 2014 году снялся в фильме «Бог не умер», который стал популярным в Америке. В 2020 году снялся в мини-сериале «Учитель».

## Личная жизнь
С 2012 встречался с партнёршей по сериалу «Держись Чарли» Бриджит Мендлер. Но в начале 2015 года Бриджит подтвердила в интервью журналу Humor Mill, что они с Шейном расстались.

## Избранная фильмография
| Год       |    | Русское название               | Оригинальное название        | Роль         |
| --------- | -- | ------------------------------ | ---------------------------- | ------------ |
| 2007      | с  | Зоуи 101                       | Zoey 101                     | Tenth Grader |
| 2007      | ф  | Классный мюзикл: Каникулы      | High School Musical 2        | танцор       |
| 2010      | ф  | Меня зовут Кхан                | My Name Is Khan              | Тим          |
| 2008      | с  |                                | Dance on Sunset              | Ник 6        |
| 2010—2014 | с  | Держись, Чарли!                | Good Luck Charlie            | Спенсер Уолш |
| 2010      | ф  | Привет, Джули!                 | Flipped                      | Мэтт Бейкер  |
| 2011      | с  | Волшебники из Вэйверли Плэйс   | Wizards of Waverly Place     | Фидель       |
| 2011      | тф | Время игры: Преодолеть прошлое | Game Time: Tackling the Past | Шон Тейт     |
| 2013—2014 | с  | Неуклюжая                      | Awkward                      | Остин Уэлш   |
| 2014      | ф  | Бог не умер                    | God's Not Dead               | Джош Уитон   |
| 2014      | ф  |                                | Platinum the Dance Movie     | Брендон      |
| 2014      | с  | Хэппиленд                      | Happyland                    | Йен Чендлер  |
| 2015      | ф  |                                | Lift Me Up                   | Стефен       |
| 2016      | тф |                                | The Passion                  | ученик       |
| 2020      | с  | Учитель                        | A Teacher                    | Logan Davis  |